# 女の河 (1977年のテレビドラマ)
『女の河』（おんなのかわ）は、1977年8月10日から1978年2月1日までフジテレビの『平岩弓枝ドラマシリーズ』枠で放送されていたテレビドラマである。全26話。放送時間は毎週水曜 21:00 - 21:54 （日本標準時）。

## 概要
本作では第1話から、北イタリアのコモ湖などヨーロッパロケを行った。ヨーロッパでは他にもローマ、ミラノ、ヴェネツィア、アテネ、ロードス島などイタリアとギリシャと跨いで撮影を行っている。また、本作は結婚後表舞台から遠ざかっていた白川和子の4年ぶりのカムバック作ともなった。

## キャスト
土屋美也子
演 - 若尾文子
大庭公平
演 - 篠田三郎
美也子の弟で、旅行社のアルバイト。
五辻桂
演 - 竹下景子
支倉康郎の婚約者。
上杉仁
演 - 岡本信人
公平の友人。
支倉康郎
演 - 山﨑努
大東商事ミラノ支店長。
土屋大和
演 - 小沢栄太郎
大東商事社長。
梶沢正勝
演 - 田中明夫
保守系の代議士。
梶沢彰一
演 - 三浦洋一
梶沢正勝の息子。
登美子
演 - 加茂さくら
上杉敏
演 - 山本學
高島好江
演 - 白川和子
支倉康郎の昔の愛人。
世戸信介
演 - 嵯峨善兵
世戸光枝
演 - 久慈あさみ
世戸信介の妻。
文子
演 - 市川靖子
大和の先妻の娘。
土屋種三
演 - 渥美国泰
大東商事専務。
土屋和歌子
演 - 近松麗江
種三の妻。
土屋雅子
演 - 泉じゅん
種三の娘。
嘉一郎
演 - 菅野忠彦
大東商事副社長。
五辻哲雄
演 - 松下達夫
大学教授で、桂の父。
五辻久江
演 - たうみあきこ
桂の母。
稲子
演 - 市川翠扇
咲子
演 - 池波志乃
土屋家の家政婦。後に家政婦を辞める。
奈津子
演 - 宮井えりな（第13話 - ）
彰一の情婦。
- 坂部昭文、関戸純、加藤美津子、松田茂樹、若尾義昭、谷口久美子、小岩亮子、田中忠義、富沢昭夫

## スタッフ
- 原作・作：平岩弓枝[3]
- プロデューサー：大野木直之、諏佐正明[3]
- 演出：青木征雄（第1-5話、8話、12-13話、16-18話、20-22話、24-25話）、大野木直之（第6-7話、9-11話、14-15話、19話、23話、26話）[3]
- 制作協力：フジプロダクション[3]
- 音楽：桑原研郎（演奏：東京室内楽協会）[3]